# 1304년

## 연호
- 원(元) 대덕(大德) 8년
- 일본(日本) 가겐(嘉元) 2년
- 쩐 왕조(陳朝) 흥롱(興隆) 12년

## 기년
- 원(元) 성종(成宗) 10년
- 고려(高麗) 충렬왕(忠烈王) 복위 6년
- 쩐 왕조(陳朝) 영종(英宗) 12년

## 사건
- 국학에 대성전이 완성되다.

## 탄생
- 2월 16일 - 원나라의 문종 원 문종. (~1332년)
- 7월 20일 - 이탈리아 시인 프란체스코 페트라르카. (~1374년)
- 10월 30일 - 고려의 문신 염제신. (~1382년)

### 미상
- 고려의 문신 김저. (~1389년)

## 사망
- 7월 7일 - 194대 로마의 교황 교황 베네딕토 11세. (1240년~)